# Southbya tophacea
Southbya tophacea là một loài rêu tản trong họ Arnelliaceae. Loài này được (Spruce) Spruce miêu tả khoa học lần đầu tiên năm 1850.